# Sligo (Irsko)
Sligo (výslovnost [ˈslaɪɡo], irsky Sligeach, doslova „mnoho mušlí“) je město v severozápadním Irsku s 19 452 obyvateli (rok 2014). Je druhým největším městem v Connachtu a dvanáctým největším v Irské republice, je správním centrem stejnojmenného hrabství. Leží na řece Garavogue nedaleko jejího ústí do zálivu Sligo Bay, severně od města se nachází turisty hojně navštěvovaná skalní formace Ben Bulben. O prehistorickém osídlení oblasti svědčí množství dolmenů. Významnými památkami jsou katedrála sv. Jana Křtitele a zříceniny dominikánského opatství Sligo Abbey založeného v roce 1253. V době britsko-irské války město proslulo kvůli obávané věznici Sligo Gaol.
Město má přístav a letiště, sídlí zde vysoká škola Institute of Technology Sligo. Je regionálním obchodním a dopravním centrem, tradici má strojírenský průmysl, hlavním zaměstnavatelem je pobočka farmaceutické firmy Abbott Laboratories. Ve městě sídlí fotbalový klub Sligo Rovers FC, trojnásobný mistr Irska. Místním rodákem je filmový režisér Neil Jordan, vznikla zde hudební skupina Westlife, každoročně se koná festival Sligo Jazz Project. Sligo a jeho okolí ve svém díle oslavil básník William Butler Yeats, který sem jezdil v dětství na prázdniny; dům jeho rodiny slouží jako muzeum.